# Merles-sur-Loison
 Merles-sur-Loison  là một xã thuộc tỉnh Meuse trong vùng Grand Est đông nam nước Pháp. Xã này nằm ở khu vực có độ cao trung bình 264 mét trên mực nước biển.